# Bioforge
Bioforge ist ein Computerspiel für den PC, das im Jahr 1995 vom Unternehmen Origin entwickelt wurde. Es zählt zu dem Genre des Action-Adventures. Das Spielprinzip ähnelt stark dem der Alone-in-the-Dark-Reihe und enthält in abgeschwächter Form alle Elemente des Survival-Horrors. Bioforge war offensichtlich als Reihe ausgelegt, denn das Spiel endet offen und viele Rätsel bleiben ungeklärt. Allerdings war Bioforge nur mäßig erfolgreich und so erschien nie eine Fortsetzung.

## Handlung
Bioforge spielt in einer sehr fernen Zukunft. Auf dem weit abgelegenen Planetenmond Daedalus befindet sich die Forschungsstation des skrupellosen (und allem Anschein nach verrückten) Wissenschaftlers Dr. Mastaba. Er und seine Kollegen gehören den Monditen an, einer Sekte, die in religiösem Wahn den technischen Fortschritt anbetet und durch kybernetische Modifikationen des menschlichen Organismus ein neues Zeitalter der Evolution einleiten will. Getrieben von der Ideologie der Monditen, stellt Mastaba auf seiner Forschungsbasis grausige Experimente mit lebenden Menschen an, die sich teilweise freiwillig zur Verfügung stellen, teilweise gewaltsam entführt werden. Das Ziel seiner Forschungen besteht darin, den perfekten Attentäter in Form eines willenlosen Cyborgs zu erschaffen. Nach einer langen Reihe von Misserfolgen, bei denen die Versuchspersonen allesamt qualvoll sterben, gelingt zum ersten Mal ein Experiment. Der namenlose Spielercharakter, jetzt mehr Maschine als Mensch, wacht in seiner Zelle auf und das Spiel beginnt.

## Spielprinzip und Technik
Gespielt wird aus der Sicht einer dritten Person mit fixer Kameraperspektive, die von Raum zu Raum wechselt. Alle Charaktere des Spiels bestehen aus dreidimensionalen, texturierten Polygonen, die in eine vorgerenderte Umgebung eingebettet sind. Die Engine bedient sich des zur damaligen Zeit üblichen VGA-Grafikmodus mit einer Auflösung von 320×200 Pixeln.
Der Spieler erkundet nach und nach verschiedene Orte in der Forschungsbasis und den äußeren Bereichen auf der Planetenoberfläche. Im Stil eines klassischen Adventures müssen Gegenstände aufgesammelt und Rätsel gelöst werden, von denen manche mit einem Zeitlimit versehen sind. Hin und wieder sind unterschiedliche Gegner zu bekämpfen, die je nach gewähltem Schwierigkeitsgrad eine mehr oder weniger große Herausforderung darstellen. Die Hintergründe der Ereignisse, die zu der Situation geführt haben, in der sich die Hauptfigur befindet, werden in zahlreichen Logbüchern, die auf der ganzen Station verteilt sind, geklärt. Gegen Ende des Spiels erfährt der Spieler dann etwas über die Identität der Spielfigur vor den Experimenten. Diese Identität richtet sich nach der Handlungsweise des Spielers während des Spielverlaufs. So kann beispielsweise das Töten oder Verschonen einer sich ergebenden Wache entscheiden, ob die Spielfigur in der Hintergrundgeschichte ein ehemaliger Pirat, ein Mondit, oder ein politischer Gegner gewesen ist.